# Hangar du Premier-Film
Pour les articles homonymes, voir Hangar (homonymie).
Le hangar du Premier-Film est le dernier vestige des usines Lumière, situées à Lyon, en Auvergne-Rhône-Alpes. Il est situé rue du Premier-Film, qui s'appelait alors chemin Saint-Victor, dans le quartier de Monplaisir. Il est classé monument historique depuis le 2 décembre 1994.

## Histoire
Originellement, le hangar appartient à une chapellerie acquise en 1881 par les frères Lumière. Ce hangar figure dans le film La Sortie de l'usine Lumière à Lyon, tourné en 1895 par Louis Lumière avec l'appareil qu'il a mis au point avec son frère, le Cinématographe : ce film est le premier film au monde à avoir été montré à un public.
Ce bâtiment, situé à proximité de la villa Lumière, est inscrit aux monuments historiques par arrêté du 18 mai 1992, puis « classé » par arrêté du 2 décembre 1994, à l'occasion des célébrations intitulées « Centenaire du cinéma » en 1995.

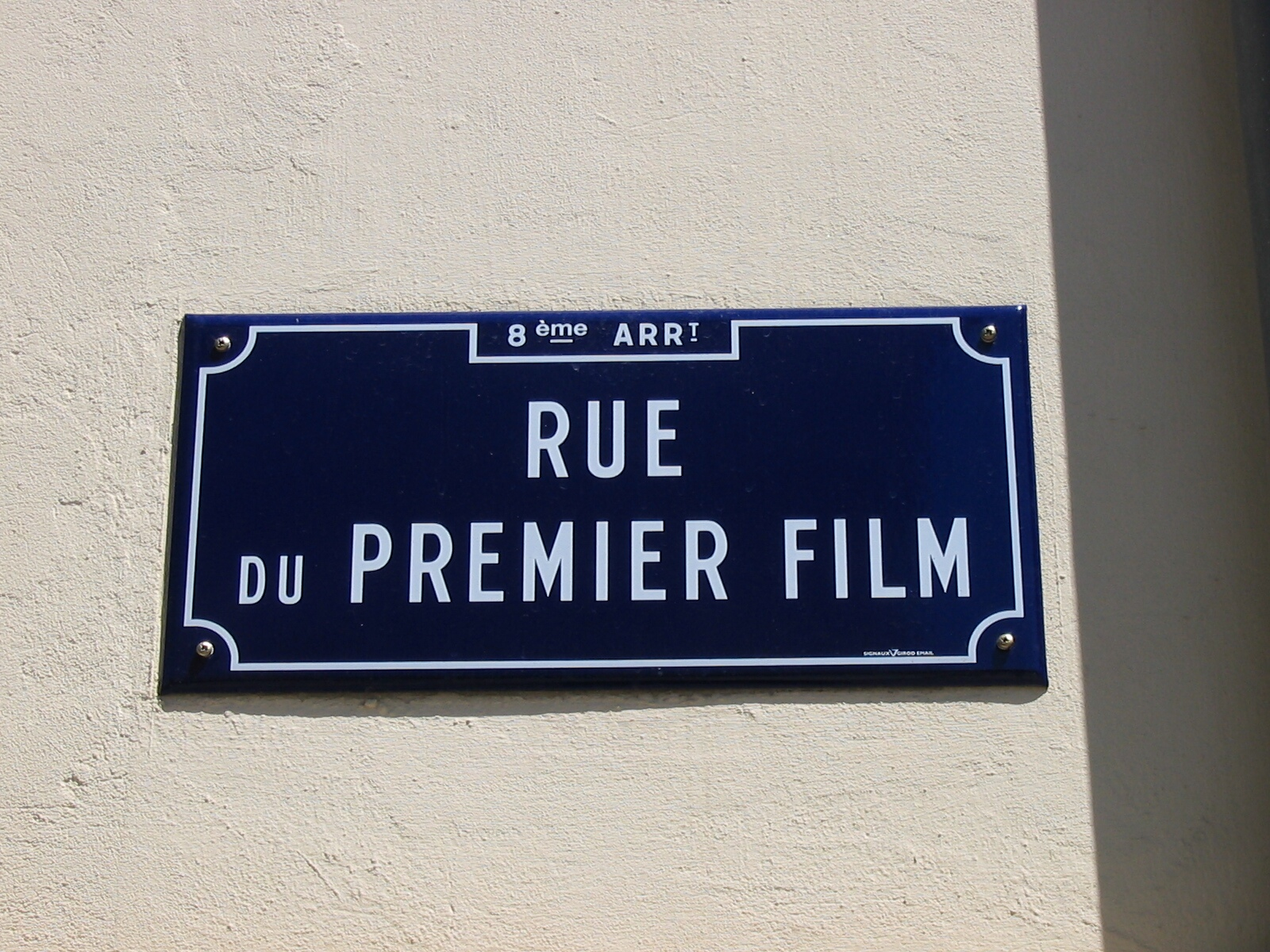
Plaque de la rue du Premier-Film.
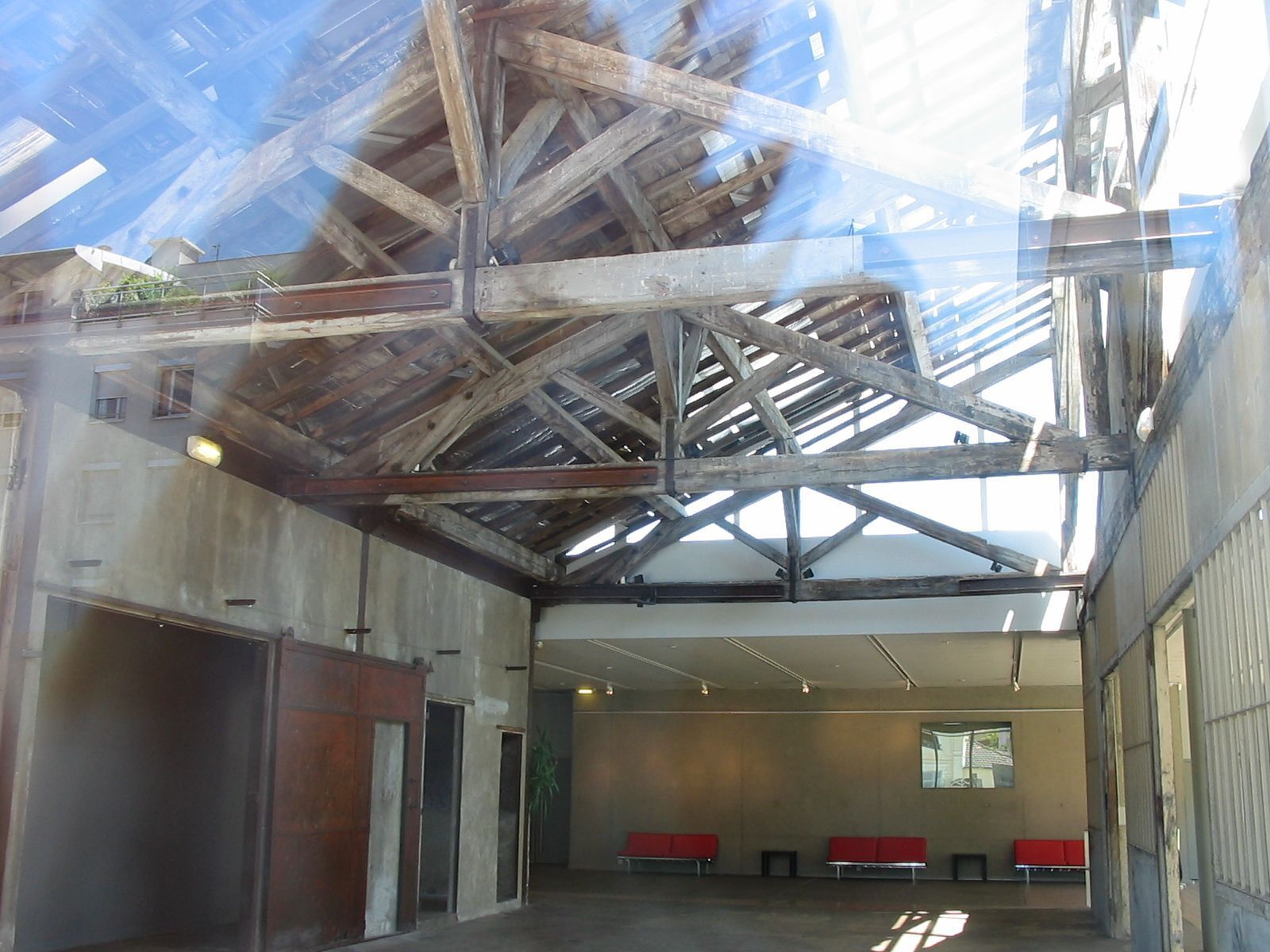
Vue de la charpente du hangar du Premier-Film.

## Utilisation actuelle
Restauré en 1998, le hangar du Premier-Film est désormais protégé par une structure moderne aménagée par l'architecte Pierre Colboc. Le bâtiment fait office de hall d'entrée d'une des salles de cinéma de l'institut Lumière.